# Tesco

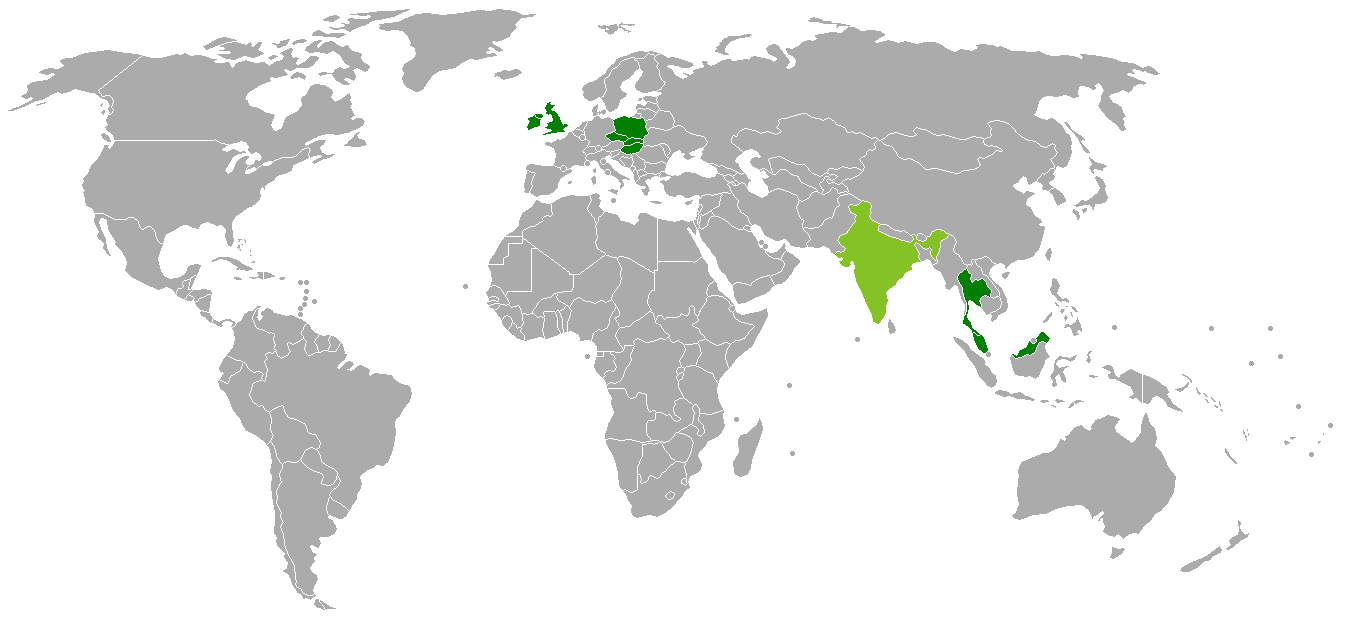
Tesco nel mondo

Tesco è una catena di negozi di generi alimentari britannica attiva a livello internazionale. Si tratta del primo gruppo di distribuzione del Paese e di uno dei maggiori d'Europa, con oltre 6.800 punti vendita nel mondo. Le attività di Tesco si basano su tre politiche: distribuzione nel Regno Unito, distribuzione internazionale e servizi finanziari.

## Storia

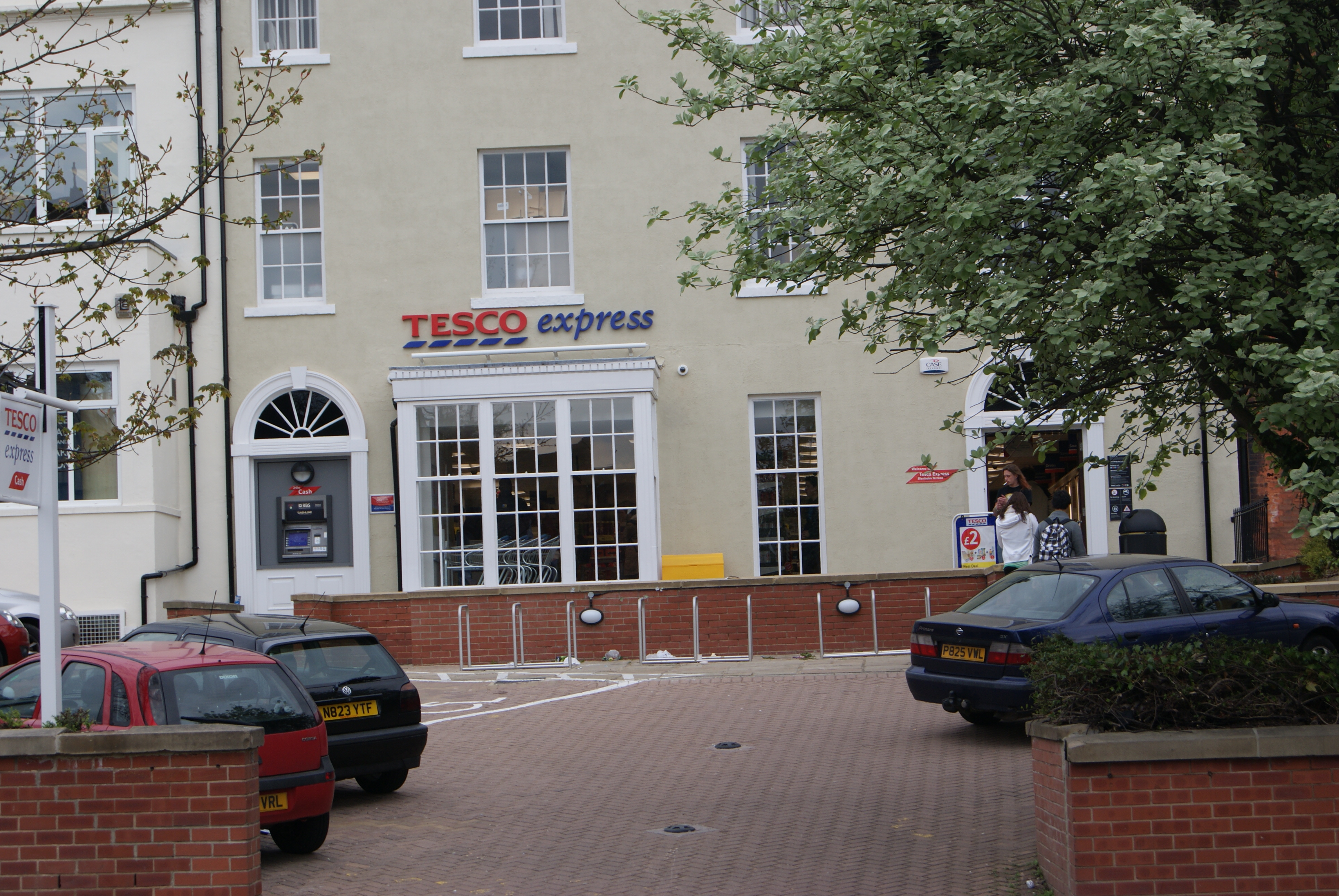
Tesco Express, Leeds, West Yorkshire.

Il primo punto vendita Tesco fu aperto nel 1919 nel Regno Unito ad opera di Jack Cohen, figlio di immigrati ebrei polacchi, che successivamente visitò gli Stati Uniti rimanendo positivamente colpito dal sistema di vendita self-service, tanto da aprire lui stesso, a St Albans, nel 1947, un punto vendita ispirato a quella filosofia. In quello stesso anno, la Tesco Stores (Holdings) Ltd. iniziò la sua quotazione alla Borsa di Londra. Nei decenni successivi l'azienda crebbe di dimensioni fino ad avere, nel 1977, una propria centrale d'acquisto. È del 1995 l'introduzione della prima carta fedeltà per i clienti di Tesco e due anni dopo, grazie ad un accordo con Esso, inizia la vendita di carburanti presso stazioni di servizio a marchio Tesco.
L'azienda è attiva anche come operatore telefonico e anche in campo finanziario, con Tesco Bank.

## Mercati
L'azienda opera in Europa, Nord America ed Estremo Oriente.
- In Europa è presente in Irlanda, Polonia, Ungheria, Repubblica Ceca, Slovacchia, Malta nonché nel Regno Unito.
- Nel continente asiatico in Cina, Giappone, Thailandia, Malaysia e Corea del Sud.
- Negli Stati Uniti d'America è presente con il proprio marchio Fresh & Easy.
- In Turchia con il marchio Kipa.